# مندریل

جمجمه Mandrill.

مَندریل یا شاه‌بابون (Mandrillus sphinx) نوعی بوزینهٔ درشت‌اندام آفریقایی است. این حیوان از خانوادهٔ میمون‌های بَرّ قدیم (سرکوپیتسیدا، Cercopithecidae) و جنس شاه‌بابون‌ها (Mandrillus) است.
مندریل‌ها در باختر آفریقا زندگی می‌کنند و در کامرون، گابن، گینه استوایی و کنگو یافت می‌شوند. این میمون‌ها بستگی نزدیکی با دریل‌ها دارند. مندریل‌ها اگرچه ظاهراً به بابون‌ها شباهت دارند اما خویشاوندی آنها بیشتر با منگبی‌ها است.
مندریل بزرگ‌ترین گونهٔ میمون است. معنی واژه، مندریل «انسان-میمون» است. یک مندریل نر حدود ۹۰ سانتی‌متر طول و ۵۰ کیلوگرم وزن دارد. زمانی که این جانور دندان‌های تیز و نیش مانندش را نشان می‌دهد برای پلنگ‌ها و سایر جانوران شکارچی چیزی بیش از یک حریف به حساب می‌آید.
مندریل‌ها در جنگل‌های بارانی قسمت غربی مرکز آفریقا زندگی می‌کنند. این میمون‌ها اشکال مخصوصی بر چهره دارند که در ماده‌ها و جوان‌ترها رنگ‌های آن مات‌تر و کدرتر از نرها است. مندریل‌ها همه‌چیزخوارند و تغذیه آنها بیشتر از میوه و حشره است.

## جامعه
مندریل‌ها در دسته‌هایی زندگی می‌کنند که معمولاً شامل یک نر غالب و چندین ماده و گروهی از نوجوانان و تعدادی نر بی‌فرزند و دون‌پایه‌تر می‌شود. گاه چند دسته از مندریل‌ها به هم پیوسته و دسته‌ای بزرگ شامل ۲۰۰ میمون یا بیشتر تشکیل می‌دهند. جامعه مندریل‌ها سلسله مراتب سختگیرانه‌ای دارد. روشنی رنگیزه‌های پوست آن‌ها توسط هورمون‌های کنترل می‌شود. تندی رنگ چهره و پوست نشان‌دهنده قدرت یا میزان ستیزه‌جویی است.
فصل جفت‌گیری آنها بین ژانویه و سپتامبر اوج می‌گیرد و بیشترین زاد و ولد آنها از دسامبر تا آوریل است.